# Diócesis de Tursi-Lagonegro
La diócesis de Tursi-Lagonegro (en latín: Dioecesis Tursiensis-Lacunerulonensis y en italiano: Diocesi di Tursi-Lagonegro) es una circunscripción eclesiástica de la Iglesia católica en Italia. Se trata de una diócesis latina, sufragánea de la arquidiócesis de Potenza-Muro Lucano-Marsico Nuovo. Desde el 28 de abril de 2016 su obispo es Vincenzo Carmine Orofino.

## Territorio y organización

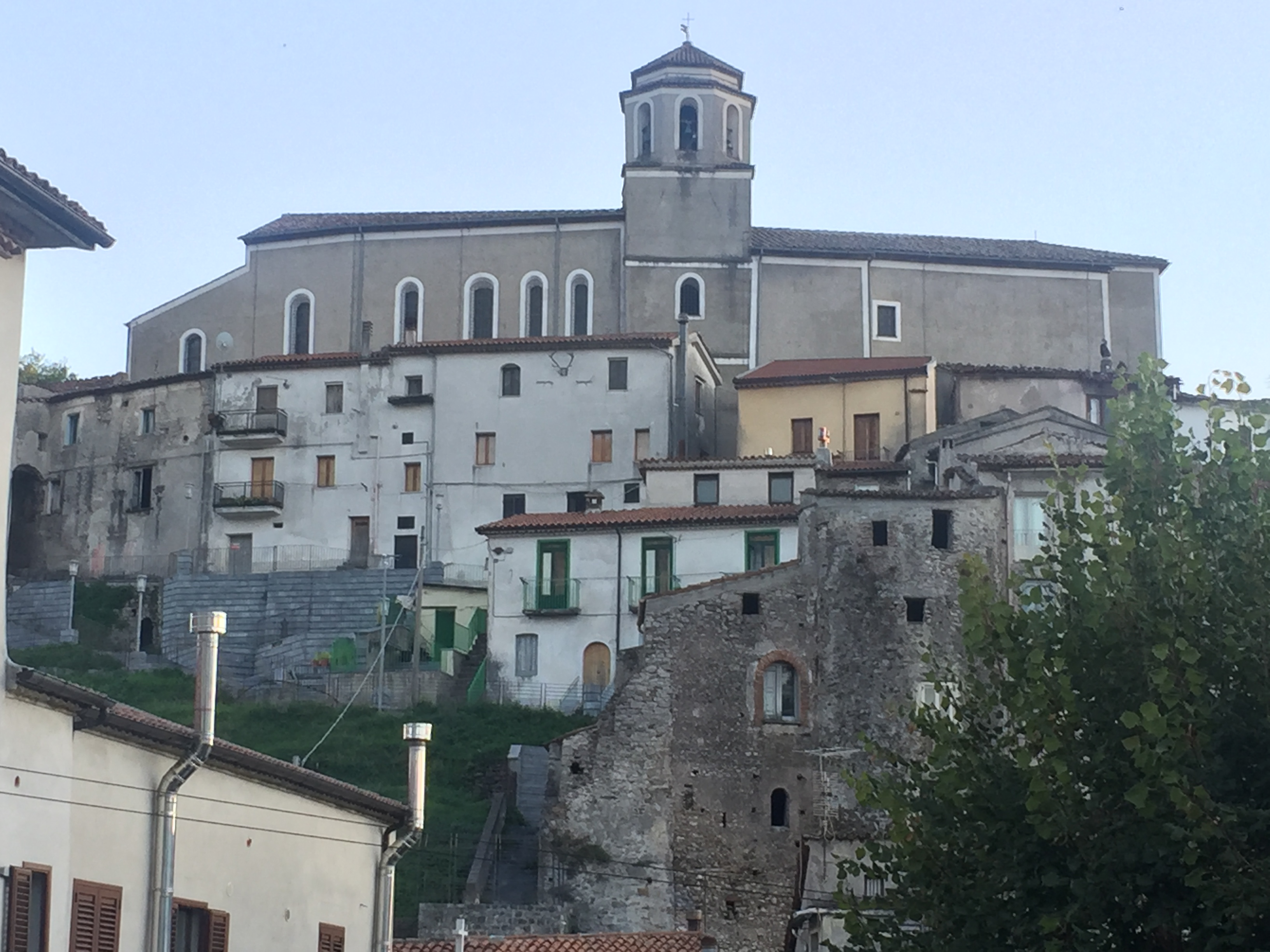
Concatedral de San Nicolás, Lagonegro

La diócesis tiene 2509 km² y extiende su jurisdicción sobre los fieles católicos de rito latino residentes en 39 comunas de la región de Basilicata:
- 7 en la provincia de Matera: Tursi, Colobraro, Nova Siri, Policoro, Rotondella, San Giorgio Lucano y Valsinni;
- 32 en la provincia de Potenza: Lagonegro, Calvera, Carbone, Castelluccio Inferiore, Castelluccio Superiore, Castelsaraceno, Castronuovo di Sant'Andrea, Cersosimo, Chiaromonte, Episcopia, Fardella, Francavilla in Sinni, Latronico, Lauria, Maratea, Moliterno, Nemoli, Noepoli, Rivello, Roccanova, Rotonda, San Chirico Raparo, San Martino d'Agri, San Severino Lucano, Sant'Arcangelo, Sarconi, Senise, Spinoso, Teana, Terranova di Pollino, Trecchina y Viggianello.

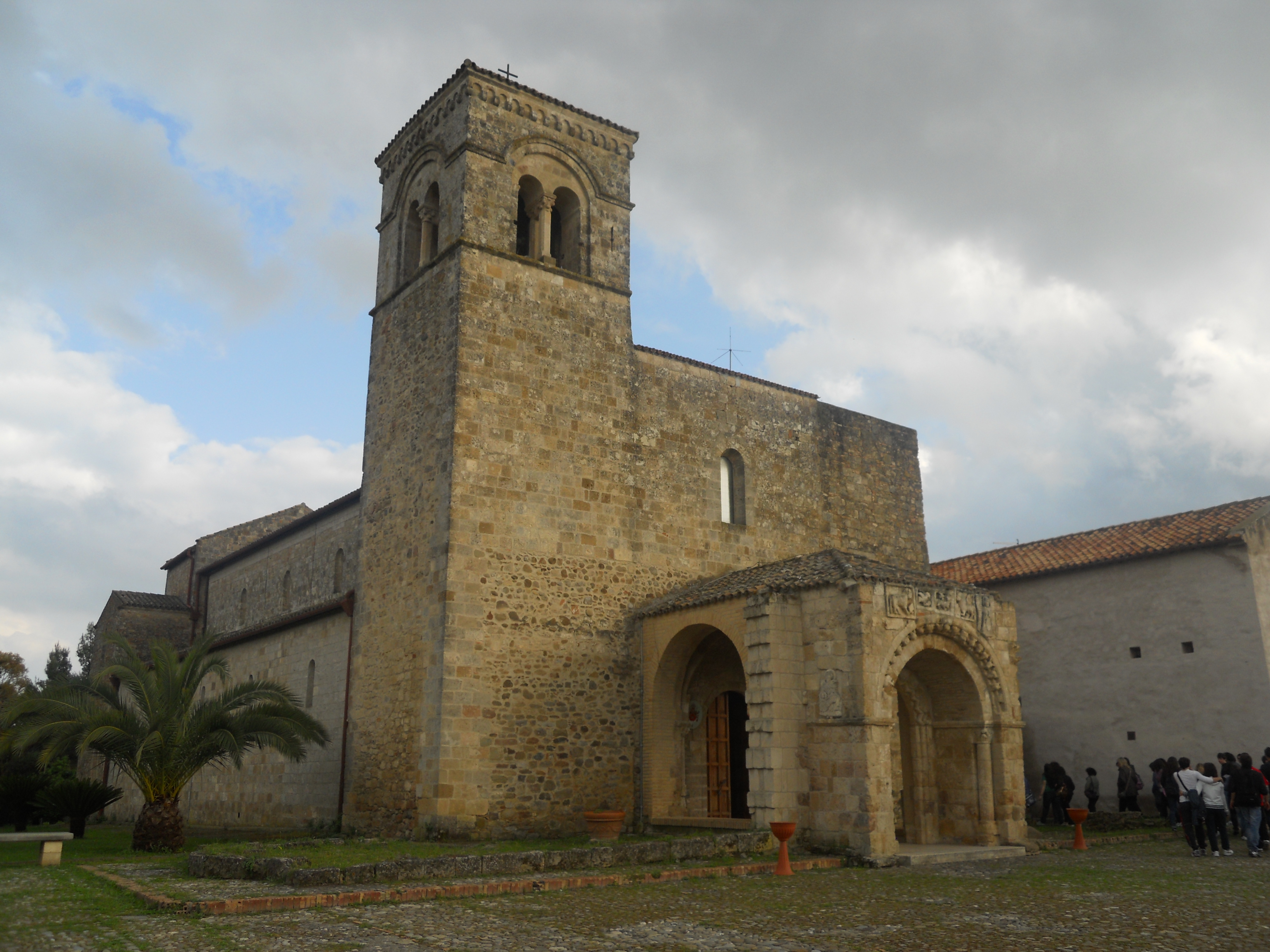
Santuario de Santa María Reina, en Anglona

La sede de la diócesis se encuentra en la ciudad de Tursi, en donde se halla la Catedral de la Anunciación. En Lagonegro se halla la Concatedral de San Nicolás. En Anglona se encuentra el santuario de Santa María Reina, excatedral de la diócesis, en Latronico la basílica de San Egidio Abad y en Maratea la basílica de San Blas.

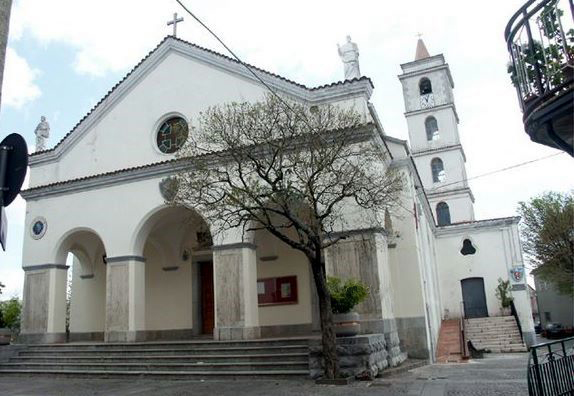
Basílica de San Egidio Abad, en Latronico

En 2022 en la diócesis existían 72 parroquias agrupadas en 4 zonas pastorales: Jonica, Sinnica, Val d'Agri y Mercure "Tirrenica".

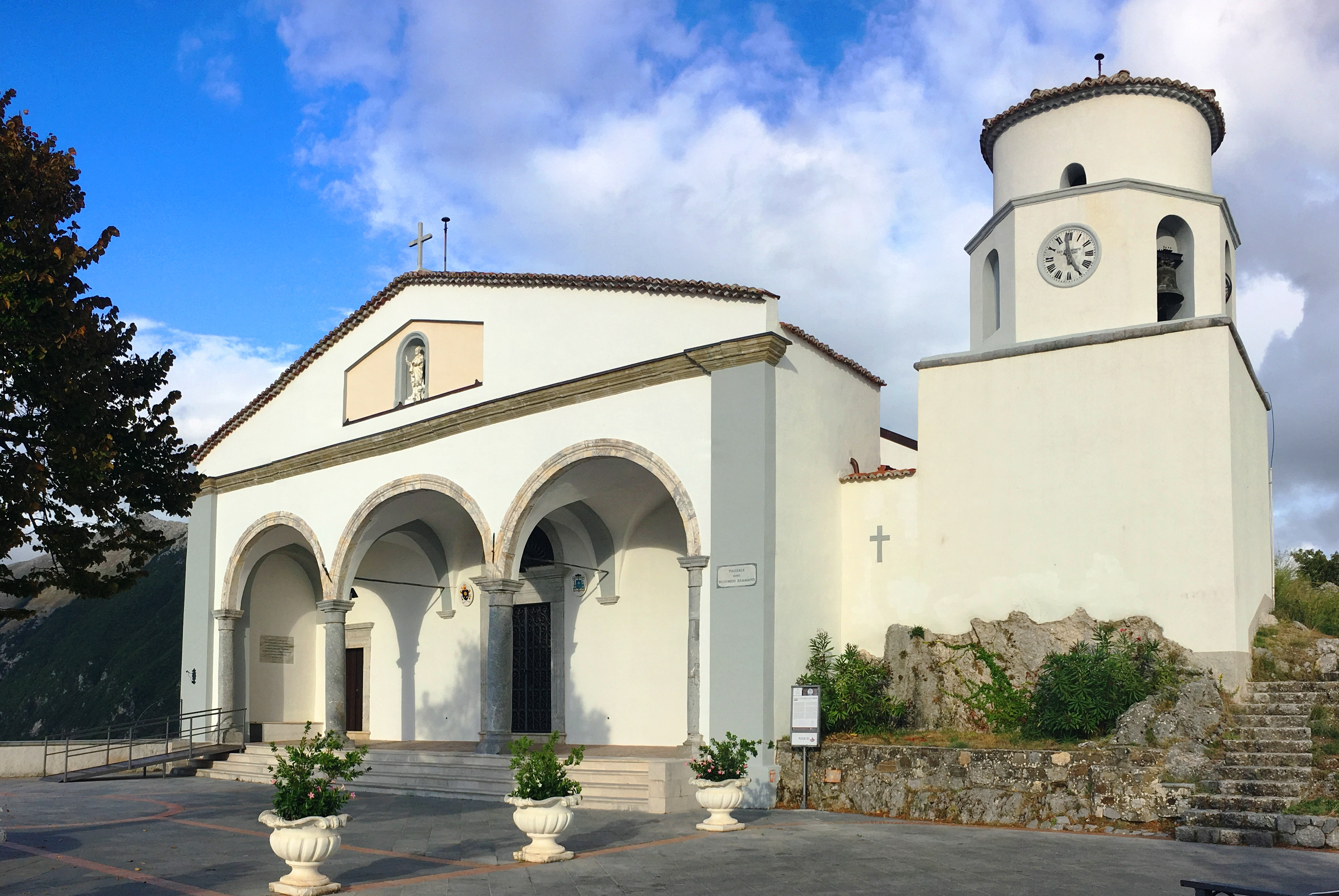
Basílica de San Blas, en Maratea

## Historia
Según la tradición local, la ciudad de Anglona pasó a ser sede de la cátedra episcopal de rito latino antes que la ciudad de Tursi y el establecimiento del obispado se atribuyó a san Pedro o san Marcos, como escribió el historiador Antonio Nigro en 1851 en su Memoria topografica ed istorica sulla città di Tursi e sull'antica Pandosia di Eraclea oggi Anglona.
Sin embargo, las primeras noticias históricas de una diócesis en estas tierras se remontan recién al siglo X. En su Relatio de legione Costantinopolitana, escrita en 968, Liutprando de Cremona relata que en aquella época el patriarca Polieucto de Constantinopla recibió del emperador Nicéforo II Focas la autorización para erigir la sede metropolitana de Otranto, dándole al metropolitano Pietro la facultad de consagrar a los obispos sufragáneos de Acerenza, Tursi (Turcico), Gravina, Matera y Tricarico. No está claro si estas disposiciones tuvieron un efecto real, ya que las Notitiae Episcopatuum del patriarcado de Constantinopla sólo mencionan una sede sufragánea de Otranto, la de Tursi, mientras que las otras diócesis mencionadas por Liutprando siempre gravitaron hacia la zona de Influencia latina.
Entre finales del siglo X y las primeras décadas del siglo XI, Tursi parece ser una diócesis griega, en una zona donde existían numerosos monasterios griegos. «Toda la zona se había visto afectada por la difusión del monaquismo griego por parte de los monjes basilianos de Calabria y Sicilia que, acompañados de una reputación de santidad, habían dado vida a numerosas comunidades monásticas en las zonas internas de la costa jónica y en la zona de Lagonegro. Entre los monjes más famosos se encuentran los santos Nilo, Saba, Luca, Vitale; entre los monasterios más importantes se encuentra el de Sant'Elia di Carbone, cuyo abad todavía ejercía jurisdicción sobre todas las comunidades basilianas de Lucania en el siglo XII.»
El primer obispo conocido de Tursi es el griego Michele, documentado en un testamento del año 1050. Con la segunda mitad del siglo XI, al mismo tiempo que el territorio pasó a manos normandas, la diócesis pasó a formar parte de la organización eclesiástica latina. En la bula concedida por el papa Alejandro II en 1068 a Arnaldo de Acerenza, Tursi figura entre las sufragáneas de la nueva sede metropolitana aquerontina, membresía que fue confirmada por los papas posteriores.
Entre los siglos XI y XII, en el contexto de una reconsolidación de las estructuras eclesiásticas de la región, el obispado fue trasladado a Anglona, a pocos kilómetros de Tursi. El primer obispo conocido con el título de Anglonensis es Pietro, mencionado en un diploma de 1110.
Durante el siglo XII, tanto en documentos oficiales eclesiásticos como civiles, se alternaron los títulos Anglonensis y Tursiensis. En 1121 está atestiguado un Giovanni, obispo de Tursi, mientras que en 1144 y 1146 está documentado como obispo de Anglona el mismo obispo, u otro del mismo nombre. En los actos pontificios dirigidos a los metropolitanos de Acerenza desde Pascual II (1099-1118) hasta Inocencio III (1198-1216) aparece el nombre Tursi, mientras que la ecclesia Anglonensis aparece en los diplomas reales de 1167 y 1221. Algunos autores han planteado la hipótesis de la coexistencia durante un período determinado de dos obispos, el griego en Tursi y el latino en Anglona, hipótesis que sin embargo parece controvertida y no unánimemente compartida.
El elemento griego en la diócesis sobrevivió durante mucho tiempo. A principios del siglo XIII el metropolitano de Acerenza informó al pontífice que el capítulo de Anglona había elegido obispo al cantor de la catedral de Tricarico, que era griego, hijo de un sacerdote, y él mismo casado. Este hecho atestigua cómo ya en aquel período la mayoría del capítulo anglonés estaba formado por sujetos de cultura, lengua y rito griegos.
Sin embargo, parece que Anglona ha mantenido un papel secundario respecto a Tursi. En 1219 la villa fue clasificada como castrum y no como civitas, mientras que en 1221 fue denominada casale, indicando una progresiva despoblación del territorio. En 1320, según informa Ughelli, el cabildo catedralicio operaba en Tursi, mientras que los obispos pronto también abandonaron la ciudad de Anglona, incendiada en 1369, para refugiarse en Chiaromonte.
Debido a la decadencia de la ciudad de Anglona, con decreto consistorio del 8 de agosto de 1544, dirigido al obispo Berardino Elvino, el papa Paulo III sancionó el traslado de la sede episcopal de Anglona a la ciudad de Tursi. La sede de la cátedra fue la iglesia de San Michele Arcangelo. El decreto fue confirmado por una bula del mismo pontífice de 26 de marzo de 1546, con la que la iglesia de la Annunziata fue erigida en catedral. A partir de este momento la diócesis pasó a denominarse "diócesis de Anglona-Tursi".
El obispo Matteo Cosentino (1667-1702) estableció un primer seminario diocesano embrionario, ampliado por su sucesor Domenico Sabbatino (1702-1721).
El 13 de febrero de 1919, tras la erección de la eparquía de Lungro mediante la bula Catholici fideles del papa Benedicto XV, la diócesis de Anglona-Tursi cedió las ciudades de habla albanesa y de rito bizantino que se encontraban dentro de su territorio: Castroregio, Farneta, San Costantino Albanese y San Paolo Albanese.
En 1949, mediante el decreto Cum oppida, la diócesis se amplió con las comunas de Craco y Montalbano Jonico, anteriormente pertenecientes a la diócesis de Tricarico.
El 2 de julio de 1954 mediante la bula Acherontia et Matera la diócesis pasó a formar parte de la nueva provincia eclesiástica de la arquidiócesis de Matera; el 21 de agosto de 1976 mediante la bula Quo aptius se convirtió en sufragánea de la arquidiócesis de Potenza.
Con el decreto Quo aptius de la Congregación para los Obispos del 8 de septiembre de 1976, tras la creación de la región eclesiástica de Basilicata y para hacer coincidir las fronteras eclesiásticas con las de las regiones civiles, Anglona-Tursi cedió a la diócesis de Cassano all'Jonio las comunas del Alto Jónico Cosentino de Alessandria del Carretto, Amendolara, Canna, Montegiordano, Nocara, Oriolo, Rocca Imperiale y Roseto Capo Spulico, obteniendo de la misma diócesis las parroquias lucanianas de las comunas de Castelluccio Inferiore, Castelluccio Superiore, Rotonda, Viggianello y las parroquias de Agromonte Magnano y Agromonte Mileo en las comunas de Latronico; en el lado tirreno de Basilicata, las comunas de Lagonegro, Latronico, Lauria, Maratea, Nemoli, Rivello y Trecchina que pertenecían a la diócesis de Policastro fueron anexados a la diócesis de Anglona-Tursi. Con el mismo decreto, Anglona-Tursi cedió las comunas de Craco, Montalbano Jonico y Scanzano Jonico a la arquidiócesis de Matera, adquiriendo los territorios de Moliterno y Sarconi, que pertenecían a la arquidiócesis de Potenza y Marsico Nuovo.
El mismo día, con el decreto Ex historicis, la Congregación para los Obispos cambió el nombre de la diócesis a Tursi-Lagonegro; y al mismo tiempo Anglona pasó a ser sede titular de la Iglesia católica.

## Estadísticas
Según el Anuario Pontificio 2023 la diócesis tenía a fines de 2022 un total de 124 942 fieles bautizados.
| Año                                                                             | Población            | Población | Población      | Sacerdotes | Sacerdotes    | Sacerdotes    | Bautizados por sacerdote | Diáconos permanentes | Religiosos | Religiosos | Parroquias |
| Año                                                                             | Bautizados católicos | Total     | % de católicos | Total      | Clero secular | Clero regular | Bautizados por sacerdote | Diáconos permanentes | Varones    | Mujeres    | Parroquias |
| ------------------------------------------------------------------------------- | -------------------- | --------- | -------------- | ---------- | ------------- | ------------- | ------------------------ | -------------------- | ---------- | ---------- | ---------- |
| Diócesis de Anglona-Tursi                                                       |                      |           |                |            |               |               |                          |                      |            |            |            |
| 1886                                                                            |                      | 83 647    |                | 239        |               |               |                          |                      |            |            | 40         |
| 1959                                                                            | 118 000              | 118 800   | 99.3           | 76         | 71            | 5             | 1552                     |                      | 5          | 84         | 59         |
| 1969                                                                            | 115 148              | 117 498   | 98.0           | 56         | 56            |               | 2056                     |                      |            | 88         | 54         |
| Diócesis de Tursi-Lagonegro                                                     |                      |           |                |            |               |               |                          |                      |            |            |            |
| 1980                                                                            | 127 900              | 137 000   | 93.4           | 89         | 72            | 17            | 1437                     |                      | 17         | 110        | 65         |
| 1988                                                                            | 133 116              | 134 099   | 99.3           | 97         | 73            | 24            | 1372                     | 1                    | 25         | 136        | 71         |
| 1999                                                                            | 131 665              | 132 565   | 99.3           | 89         | 69            | 20            | 1479                     |                      | 21         | 100        | 71         |
| 2000                                                                            | 131 500              | 132 500   | 99.2           | 92         | 72            | 20            | 1429                     |                      | 21         | 95         | 71         |
| 2001                                                                            | 131 500              | 132 500   | 99.2           | 89         | 70            | 19            | 1477                     | 3                    | 21         | 90         | 71         |
| 2002                                                                            | 131 500              | 132 500   | 99.2           | 88         | 72            | 16            | 1494                     | 3                    | 18         | 90         | 71         |
| 2003                                                                            | 131 500              | 132 500   | 99.2           | 80         | 66            | 14            | 1643                     | 3                    | 16         | 88         | 71         |
| 2004                                                                            | 131 500              | 132 500   | 99.2           | 79         | 67            | 12            | 1664                     | 5                    | 14         | 87         | 72         |
| 2010                                                                            | 124 942              | 125 942   | 99.2           | 80         | 67            | 13            | 1561                     | 7                    | 14         | 64         | 81         |
| 2014                                                                            | 127 100              | 128 200   | 99.1           | 82         | 74            | 8             | 1550                     | 6                    | 9          | 64         | 82         |
| 2017                                                                            | 124 000              | 125 600   | 98.7           | 79         | 75            | 4             | 1569                     | 7                    | 6          | 57         | 75         |
| 2020                                                                            | 124 942              | 125 942   | 99.2           | 83         | 79            | 4             | 1505                     | 6                    | 5          | 43         | 72         |
| 2022                                                                            | 124 942              | 125 942   | 99.2           | 80         | 76            | 4             | 1561                     | 6                    | 6          | 40         | 72         |
| Fuente: Catholic-Hierarchy, que a su vez toma los datos del Anuario Pontificio. |                      |           |                |            |               |               |                          |                      |            |            |            |

## Episcopologio

### Obispos de Tursi
- Michele † (mencionado en 1050)[22]
- Enghelberto (o Inghilberto) † (antes de 1065-después de 1068)[nota 4]
- Leone †[nota 5]
- Simeone † (antes de 1074-después de 1102)[nota 6]

### Obispos de Anglona
- Pietro † (mencionado en 1110)[7]
- Giovanni I † (mencionado en 1121)[23]
- Giovanni II † (antes de 1144-después de 1146)[23]
- Guglielmo I † (antes de 1167-después de 1168)[nota 7]
- Riccardo I † (mencionado en 1172)[nota 8]
- Roboano † (antes de 1179-después de 1181)[24]
- Anónimo † (mencionado como electus en 1203)[24]
- Anónimo † (mencionado en 1215)[24]
- Anónimo † (mencionado como electus en 1216)[24]
- Anónimo † (mencionado en 1217 y en 1218)[24]
  - Nicola † (antes del 9 de marzo de 1219) (obispo electo)[24]
- Pietro di Pisticci † (9 de marzo de 1219-20 de diciembre de 1221 depuesto)[24][nota 9]
- Anónimo † (20 de diciembre de 1221-?)[nota 10]
- Roberto, O.Cist. † (antes de 1241-antes del 14 de mayo de 1252 falleció)[nota 11]
  - Deodato di Squillace, O.F.M. † (19 de diciembre de 1253-después del 9 de diciembre de 1255 falleció) (obispo electo)[nota 12]
- Giovanni Montefuscolo? † (1254-1259 nombrado obispo de Nola)[nota 13]
- Leonardo, O.Cist. † (antes de 1269-después de 1274)[25]
- Gualtiero † (antes de 1295[26]-22 de junio de 1299 nombrado arzobispo de Tarento)
- Marco † (antes de 1302-después de 1320)
- Silvestro da Matera † (1322-?)
- Angiolo? † (1324-?)
- Francesco della Marra † (circa 1325-25 de mayo de 1330 nombrado arzobispo de Cosenza)
- Guglielmo II † (25 de mayo de 1330-? falleció)
- Giovanni di Tricarico † (16 de diciembre de 1332-?)
- Riccardo II † (29 de mayo de 1344-? falleció)
- Filippo I † (11 de agosto de 1363-1364 falleció)
- Filippo II † (16 de diciembre de 1364-después de 1395 falleció)
- Giacomo † (17 de mayo de 1399-28 de abril de 1400 nombrado obispo de Strongoli)
- Ruggiero de Marescolis † (28 de abril de 1400-? falleció)[nota 14]
- Giovanni Caracciolo † (19 de marzo de 1418-1439 falleció)
- Giacomo Casciano † (2 de octubre de 1439-? falleció)
- Ludovico Fenollet † (5 de noviembre de 1466-13 de febrero de 1467 nombrado arzobispo de Cagliari)
- Louis Fenollet † (27 de enero de 1468-14 de septiembre de 1471 nombrado arzobispo de Nicosia) (por segunda vez)
- Giacomo Fiascone † (24 de abril de 1472-1500 falleció)
- Giacomo di Capua † (1500-12 de noviembre de 1507 renunció)[nota 15]
- Fabrizio di Capua † (12 de noviembre de 1507-circa 1510 renunció)
- Giovanni Antonio Scozio † (24 de abril de 1510-1528 falleció)
  - Gianvincenzo Carafa † (31 de agosto de 1528-6 de septiembre de 1536 renunció) (administrador apostólico)[nota 16]
- Oliviero Carafa † (6 de septiembre de 1536-1542 renunció)
  - Guido Ascanio Sforza † (24 de noviembre de 1542-20 de diciembre de 1542 renunció) (administrador apostólico)

### Obispos de Anglona-Tursi
- Berardino Elvino † (20 de diciembre de 1542-11 de julio de 1548 falleció)
- Giulio De Grandis † (27 de julio de 1548-1560 renunció)
- Giovanni Paolo Amanio † (5 de abril de 1560-1580 falleció)
- Nicolò Grana † (1580 por sucesión-1595 falleció)
- Ascanio Giacobazio † (10 de abril de 1595-1609 renunció)
- Bernardo Giustiniano † (15 de junio de 1609-circa 1616 falleció)
- InnicoSiscara † (19 de diciembre de 1616-1619 falleció)
- Alfonso Gigliolo † (17 de junio de 1619-24 de marzo de 1630 falleció)
- Giovanni Battista Deto † (9 de septiembre de 1630-agosto de 1631 falleció)
- Alessandro Deto † (26 de abril de 1632-enero de 1637 falleció)
- Marco Antonio Coccini † (15 de enero de 1638-19 de febrero de 1646 nombrado obispo de Imola)
- Flavio Galletti, O.S.B.Vall. † (16 de julio de 1646-26 de noviembre de 1653 falleció)
- Francesco Antonio De Luca † (1 de junio de 1654-7 de febrero de 1667 nombrado arzobispo titular de Nazaret)
- Matteo Cosentino † (3 de octubre de 1667-8 de abril de 1702 falleció)
- Domenico Sabbatino † (20 de noviembre de 1702-septiembre de 1721 falleció)
- Ettore Quarti † (1 de diciembre de 1721-17 de noviembre de 1734 nombrado obispo de Caserta)
  - Sede vacante (1734-1737)
- Giulio Capece Scondito † (26 de enero de 1737-30 de octubre de 1762 falleció)
- Giovanni Pignatelli  † (24 de enero de 1763-24 de julio de 1778 renunció)
- Salvatore Vecchioni, C.O. † (14 de diciembre de 1778-28 de octubre de 1818 falleció)
- Arcangelo Gabriele Cela † (17 de diciembre de 1819-25 de septiembre de 1822 falleció)
- Giuseppe Saverio Poli † (20 de diciembre de 1824-29 de junio de 1836 renunció)
- Antonio Cinque † (19 de mayo de 1837-28 de noviembre de 1841 falleció)
- Gaetano Tigani † (22 de julio de 1842-2 de septiembre de 1847 falleció)
- Gennaro Acciardi † (20 de abril de 1849-14 de marzo de 1883 falleció)
- Rocco Leonasi † (14 de marzo de 1883 por sucesión-30 de abril de 1893 falleció)
- Serafino Angelini † (12 de junio de 1893-30 de noviembre de 1896 nombrado obispo de Avellino)
- Carmelo Pujia † (9 de enero de 1898-30 de octubre de 1905 nombrado arzobispo de Santa Severina)
  - Sede vacante (1905-1908)
- Ildefonso Vincenzo Pisani, C.R.L. † (10 de febrero de 1908-3 de enero de 1912 renunció[nota 17])
- Giovanni Pulvirenti † (27 de noviembre de 1911-19 de agosto de 1922 nombrado obispo de Cefalù)
- Ludovico Cattaneo, O.M.I. † (15 de septiembre de 1923-6 de julio de 1928 nombrado obispo de Ascoli Piceno)
- Domenico Petroni † (29 de julio de 1930-1 de abril de 1935 nombrado obispo de Melfi-Rapolla)
- Lorenzo Giacomo Inglese, O.F.M.Cap. † (5 de mayo de 1935-12 de septiembre de 1945 renunció[nota 18])
- Pasquale Quaremba † (10 de marzo de 1947-20 de junio de 1956 nombrado obispo de Gallipoli)
- Secondo Tagliabue † (25 de enero de 1957-22 de agosto de 1970 renunció[nota 19])
- Dino Tomassini † (23 de agosto de 1970-12 de diciembre de 1974 nombrado obispo de Assisi)
- Vincenzo Franco † (12 de diciembre de 1974-8 de septiembre de 1976 nombrado obispo de Tursi-Lagonegro)

### Obispos de Tursi-Lagonegro
- Vincenzo Franco † (8 de septiembre de 1976-27 de enero de 1981 nombrado arzobispo de Otranto)
- Gerardo Pierro (26 de junio de 1981-28 de febrero de 1987 nombrado obispo de Avellino)
- Rocco Talucci (25 de enero de 1988-5 de febrero de 2000 nombrado arzobispo de Brindisi-Ostuni)
- Francescantonio Nolè, O.F.M.Conv. † (4 de noviembre de 2000-15 de mayo de 2015 nombrado arzobispo de Cosenza-Bisignano)
- Vincenzo Carmine Orofino, desde el 28 de abril de 2016